# Ligne de chemin de fer Koursk-Kharkov-Sébastopol
La ligne Koursk-Kharkov-Sébastopol (K-X-S) est un grand axe ferroviaire en Ukraine qui date de 1894.

## Histoire
Elle existe depuis la fusion des lignes K-X-A, Lozovo-Sébastopol et Djankoï-Feodosïa. Le nom en abrégé K-X-A a existé jusqu'à la formation de la société des chemins de fer de l'Etat du sud en janvier 1907. Actuellement la ligne appartient aux Réseau ferré de Donestk pour la partie Lozova-Uspenskaïa et la partie Rostov-Uspenskaïa aux chemins de fer du Caucase du nord.
Depuis mi 2014 avec la guerre du Donbass certaines parties sont suspendues et en 2016 la caténaire entre Kostiantynivka et Horlivka a été démontée.

### Ligne
Ouverture, le 23 décembre 1869, sur la deuxième ligne du chemin de fer du tronçon Kharkiv à Rostov.
Le 1er janvier 1894, le chemin de fer de Donetsk transportant le charbon a été divisé entre les chemins de fer de Catherine et le chemin de fer Koursk-Kharkiv-Azov.

### Gares et haltes

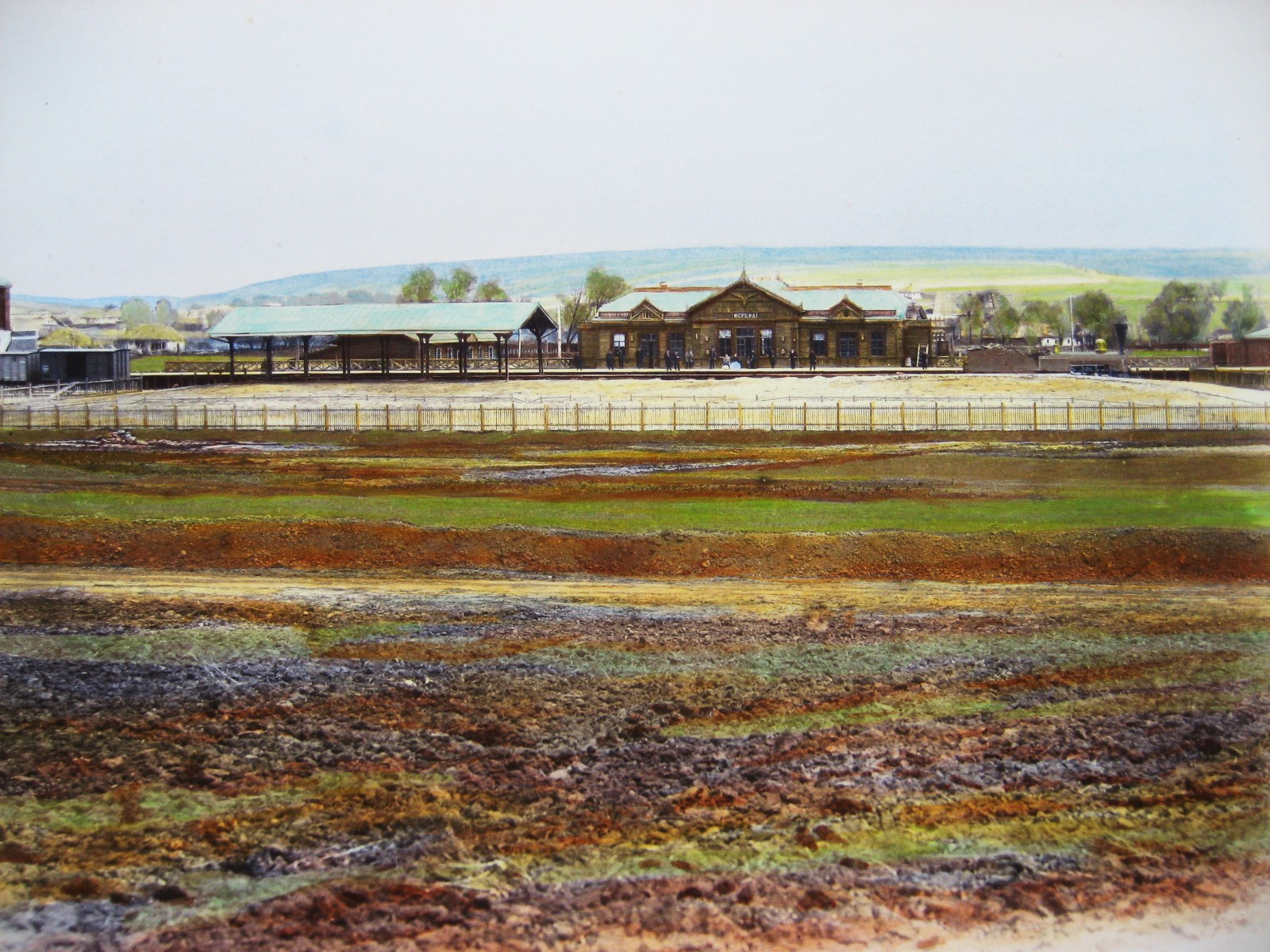
La gare de Merefa,
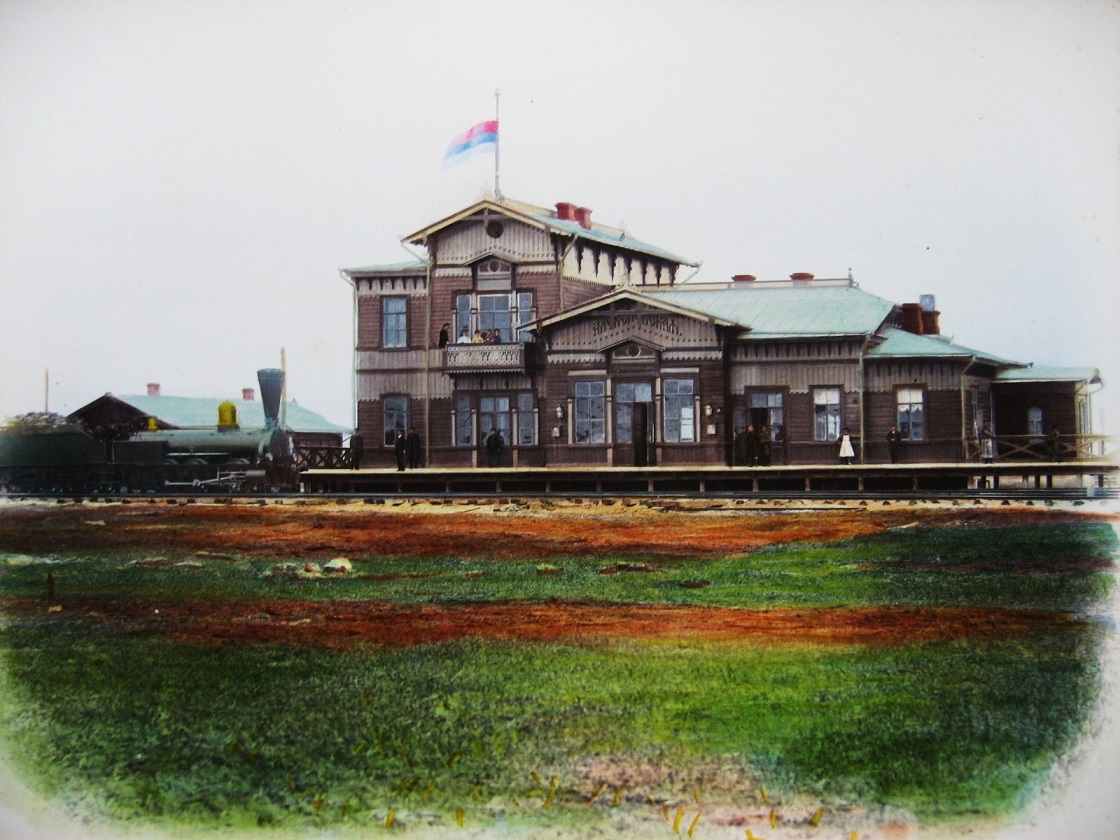
celle d'Alexeïeska,
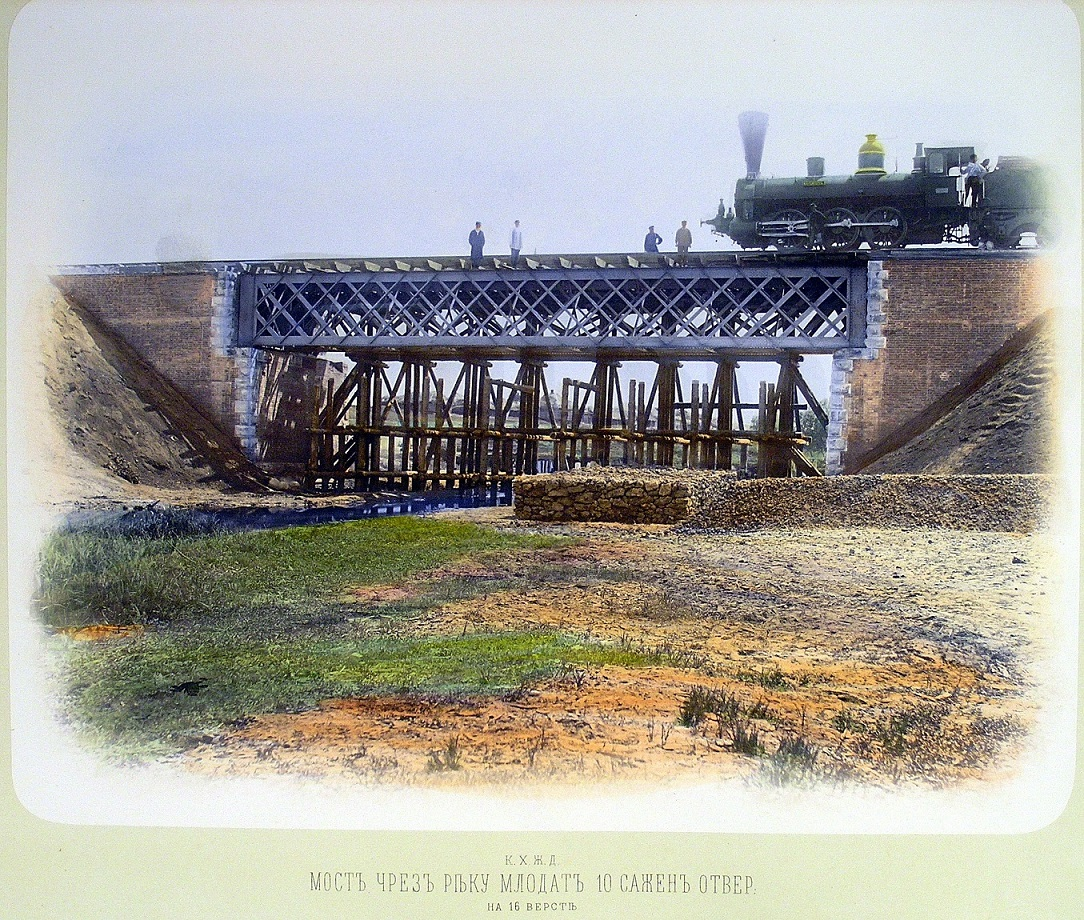
un ouvrage d'art,
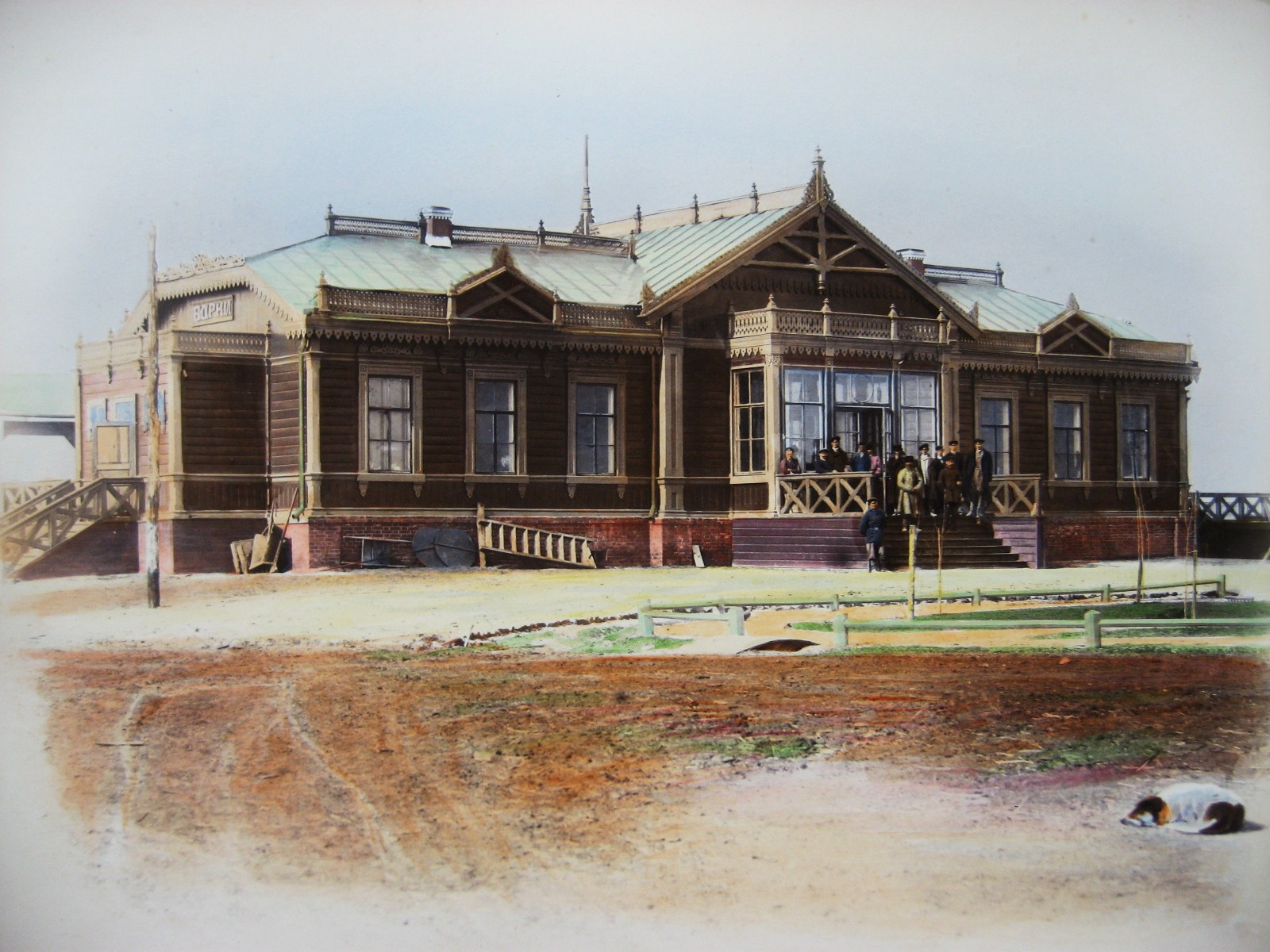
gare de Birki années 1880
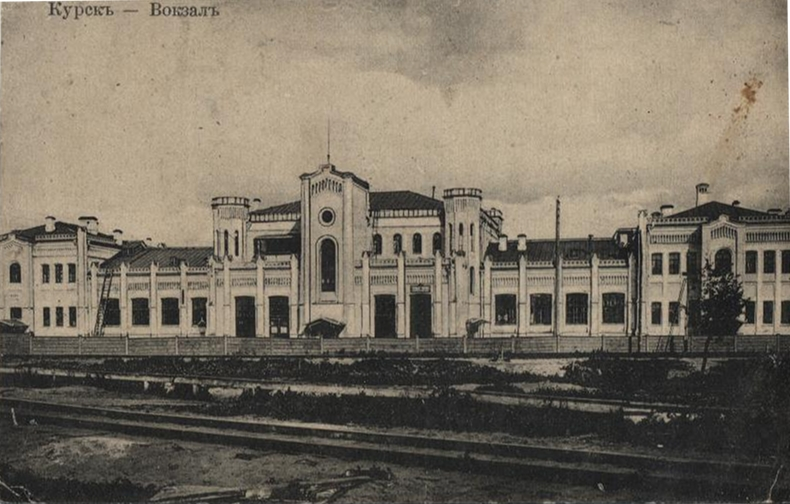
La gare de Koursk au début du XXe siècle.